# Nowadays Clancy can't even sing
Nowadays Clancy can't even sing is een lied van Buffalo Springfield dat werd geschreven door Neil Young. Het staat op de debuutsingle van de band met Go and say goodbye op de B-kant. Een jaar later verscheen het ook op hun debuutalbum Buffalo Springfield. De single bleef steken op nummer 110 van de Amerikaanse poplijst van Billboard.

## Uitvoeringen en covers
Het nummer verscheen op het debuutalbum en op de belangrijke verzamelwerken van Buffalo Springfield, als Retrospective: The best of Buffalo Springfield (1969), Buffalo Springfield (1973) en de Box set (2001). Ook kwam het later geregeld terug op albums van Neil Young, zoals op Live in Carnegie Hall (1996), Sugar mountain - Live at Canterbury House 1968 (2008) en in twee versies op The archives vol. 1 1963-1972 (2009). Ook verscheen in 2002 nog een versie op Touch the night van Crosby, Stills, Nash & Young.
Er verschenen in de loop van de jaren enkele covers van het nummer. Op een album verschenen bijvoorbeeld versies van Fever Tree (Fever tree, 1968), The Carpenters (Offering, 1969) en The Breits (Borrowed tunes, 1994).